# Reincarnation

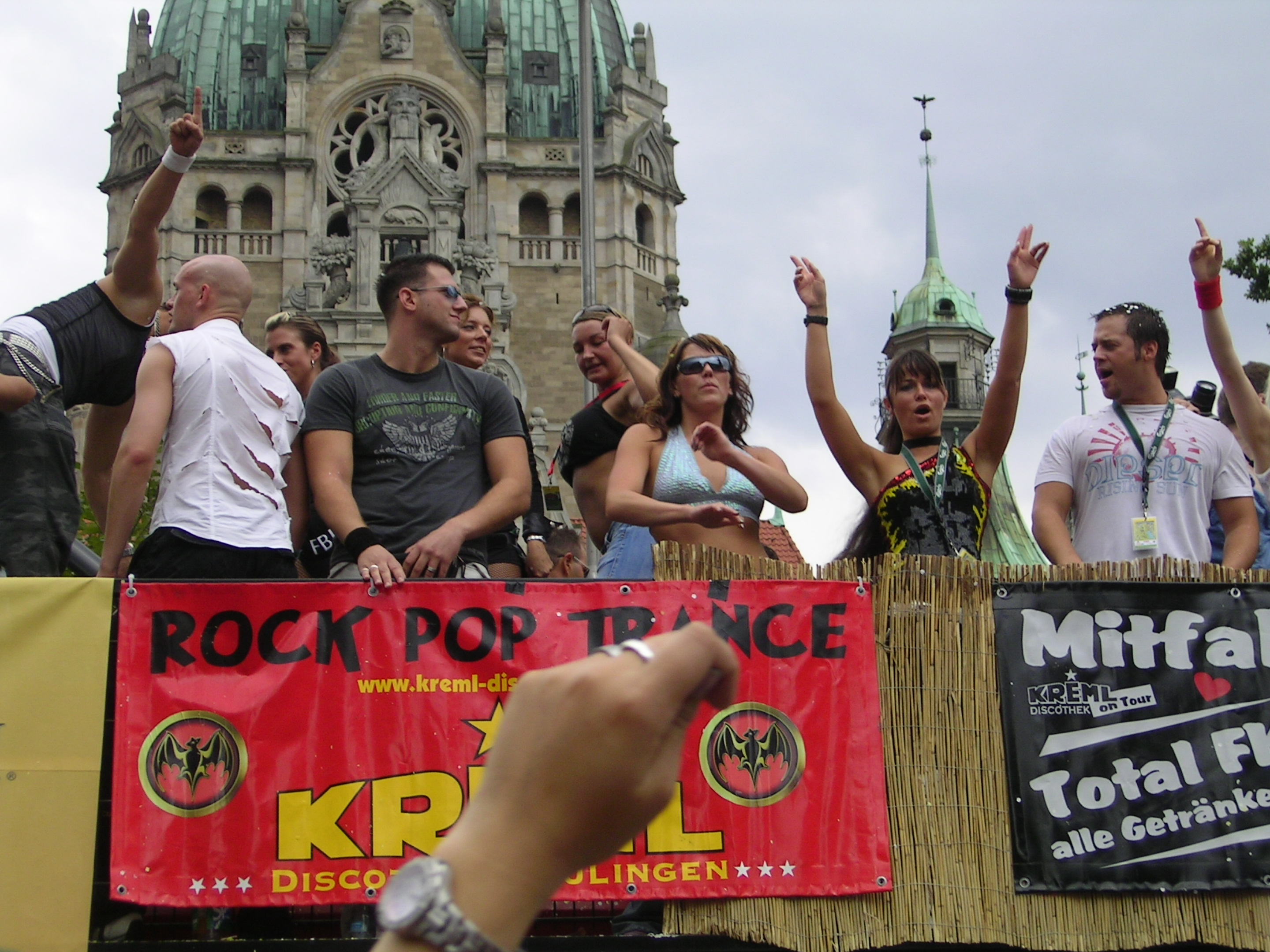
Die Reincarnation 2006 vor dem Neuen Rathaus

Die Reincarnation war eine Technoparade mit anschließendem Rave, die zwischen 1995 und 2006 in Hannover stattfand.

## Beschreibung
Die Reincarnation fand seit 1995 fast immer am vorletzten Wochenende im August statt. Nach dem Wegfall der Loveparade war sie zeitweise Deutschlands größte Technoparade. Sie hatte meist sechsstellige Besucherzahlen. Die letzte Parade fand 2006 statt. Im Jahr 2007 wurde die Veranstaltung von den Veranstaltern abgesagt, da am selben Tag die Loveparade in Essen stattfand. Auch 2008 wurde die Parade nach Auflagen seitens der Stadt Hannover gegenüber dem Veranstalter kurzfristig abgesagt.
Die ersten beiden Paraden starteten und endeten im Technoclub Cyberhouse auf dem Hanomag-Gelände. Danach startete und endete die Parade am Schützenplatz und führte durch die hannoversche Innenstadt. Die Route wurde mehrfach verlegt, um den Geschäftsbetrieb in der Innenstadt möglichst nicht zu behindern. Im Abschluss an die Parade fand ein offizieller Rave statt, der auf mehrere  Orte, so genannte „Locations“, aufgeteilt war. Der Erwerb eines Tickets berechtigte zum Zutritt aller Locations. Seit 1996 wurden die Paraden von der hannoverschen Eventagentur ShowTops (Klaus Ritgen & Markus Wehmeier) geplant und durchgeführt, die auch die Namensrechte besitzt.
Für die Mitfahrt auf den Trucks war ein vom jeweiligen Veranstalter käuflich zu erwerbendes Ticket notwendig. Die erwähnten Raves, die in mehreren Locations stattfinden, erforderten ebenfalls ein Ticket, das von den Veranstaltern der Reincarnation im Ticketbüro oder an entsprechenden Vorverkaufsstellen bezogen werden konnte. Die Teilnahme an der meist mehrstündigen Parade war jedoch kostenlos.

## Ähnliche Veranstaltungen
- Generation Move, auch  G-Move genannt (Hamburg)
- Love Parade (früher Berlin, dann Metropole Ruhr, nach 2010 eingestellt)
- Union Move (München)
- Vision Parade (Bremen)